# Kiki (film, 1934)
Pour les articles homonymes, voir Kiki.
Pour plus de détails, voir Fiche technique et Distribution.
Kiki est une comédie italienne réalisée par Raffaello Matarazzo et sortie en 1934.
Il s'agit d'une adaptation de la pièce de théâtre du même nom d'André Picard et David Belasco. Ce film est considéré perdu.

## Synopsis
Kiki est une jeune fille entreprenante qui accepte, par nécessité, le poste de costumière dans un théâtre de variétés. Elle s'acquitte de sa tâche avec abnégation et tombe bientôt amoureuse du metteur en scène. Elle entre ainsi en compétition avec sa fiancée, qui est aussi la prima donna possessive et vaniteuse du spectacle. Elle s'engage alors dans une série de mesaventures qui, dans un crescendo d'épisodes, la mèneront également sur scène, où elle deviendra une actrice à succès. Cela lui permettra enfin de l'emporter sur sa rivale et d'épouser l'homme dont elle est amoureuse.

## Fiche technique
- Titre original italien : Kiki[3]
- Réalisateur : Raffaello Matarazzo
- Scénario : Antonio Petrucci, Raffaello Matarazzo
- Photographie : Anchise Brizzi
- Montage : Fernando Tropea
- Musique : Amedeo Escobar (it)
- Décors : Mario Romano
- Production : Roberto Dandi, Angelo Besozzi
- Société de production : Industrie Cinematografiche Italiane (ICI)
- Pays de production :  Royaume d'Italie
- Langue originale : italien
- Format : Noir et blanc - Son mono
- Durée : 67 minutes
- Genre : comédie
- Dates de sortie :
  - Royaume d'Italie : 1934 (visa délivré le 31 décembre 1934)[3]

## Distribution
- Lotte Menas : Kiki, jeune employée du vestiaire
- Nino Besozzi : Raimondo, directeur du théâtre
- Arturo Falconi : Baron Perrone
- Enrico Viarisio : Napoléon, un serviteur
- Pina Renzi : Florette, la soubrette mal aimée